# Formicomimus mirabilis
Formicomimus mirabilis é uma espécie de cerambicídeo da tribo Pseudocephalini, com distribuição restrita ao Estado de Nova Gales do Sul, na Austrália.